# La Panosa de Sarnon
La Panosa de Sarnon (en francès Lapanouse-de-Cernon) és un municipi francès situat al departament de l'Avairon i a la regió d'Occitània.

## Demografia
| 1962                                       | 1968 | 1975 | 1982 | 1990 | 1999 | 2006 |
| ------------------------------------------ | ---- | ---- | ---- | ---- | ---- | ---- |
| 124                                        | 152  | 130  | 142  | 111  | 99   | 114  |
| Des de 1962: població sense dobles comptes |      |      |      |      |      |      |

## Administració
| Període   | Identitat           | Partit |
| --------- | ------------------- | ------ |
| 2001-2008 | Jean-Philippe Marty |        |
| 2008-     | Alain Boudes        |        |